# Hartenstein (Baviera)
Hartenstein è un comune tedesco di 4 903 245 392 abitanti, situato nel land della Baviera.